# Ambulatorij
Ambulatorij ali korni obhod (srednjeveška latinščina: Ambulatorium, 'prostor za hojo', od ambulare 'hoditi') je pokrit hodnik okoli samostana. Izraz se najbolj pogosto uporablja kot prostor za procesijo na vzhodnem koncu romarske cerkve ali druge velike cerkve in leži tako, da je mogoč obhod za glavnim oltarjem. Posebej je bil priljubljen pri romarjih v cerkvah, kot so postaje na poti v Santiago de Compostela.
Korni obhod se pojavlja od romanike dalje. S kornim prostorom je povezan z ločnimi prehodi. Kornemu obhodu je pogosto priključen polkrožni venec žarkastih kapel, ki se odpirajo v obhod, vidne pa so tudi na zunanjosti oltarnega dela. Razporeditev kapel je bila vezana na razpored obokov. V gotskem obdobju je bile močno zastopane, saj so zajete z rebrastimi oboki.
Korni obhod je imel liturgično funkcijo, in je bil uporabljen kot prostor za procesijo duhovnikov in vernikov. V zgodovinskih romarskih cerkvah je služil romarjem, da so lahko nemoteno opravili procesije, saj so vanj vstopili skozi enega od stranskih hodnikov, šli okoli kora in na drugi strani izstopili. Šli so mimo številnih oltarjev v kapelah relikvij, zaradi katerih so prišli molit.